# Peyssonnelia
Genre
Synonymes
- Cruoriopsis Dufour, 1864[2]
- Haematostagon Strömfelt, 1886[2]
- Lithymenia Zanardini, 1863[2]
- Peyssonelia[2]

La Peyssonnelle, Peyssonnelia, est un genre d'algues rouges caractérisé par un thalle plus ou moins encroûtant, appartenant à la famille des Peyssonneliaceae.
Au Japon, l'algue est appelée rumoi-iwanokawa (roche de cuir), mayoi-iwanokawa ou akase-iwanokawa.

## Étymologie
Le nom générique, Peyssonnelia, a été choisi en hommage à Jean-André Peyssonnel, un médecin et naturaliste français. 

## Genres séparés des Peyssonnelia
Les genres Cruoriella et Cruoriopsis, Dufour, 1864 anciennement considérés comme faisant partie de Peyssonnelia en ont été séparés dans la thèse de Krayesky de 2007.

## Caractéristiques générales
Les espèces du genre Peyssonnelia et en particulier Peyssonnelia squamaria sont des algues rouges de petite taille, de forme circulaire et fortement attachées au substrat.
Le thalle est en forme de lames flabellées et coriaces et présente des lignes concentriques et radiales en face supérieure.
Le thalle de symétrie dorso-ventrale, de couleur rouge clair à foncé, parfois jaunâtre, a une taille d'un diamètre 4 - 8 cm, et une structure multiaxiale.
Ce sont des algues encroûtantes, adhérant au substrat en leur centre mais libres sur leurs bords.
Certaines espèces comme Peyssonnelia capensis voient leur couleur rouge être masquée par un pigment qui les rend uniformément bleues.

## Répartition
Ces algues poussent sur les tombants ombragés, en général à faible profondeur mais on peut les trouver jusqu'à 200 m.

## Liste d'espèces

### Espèces actuelles
Selon AlgaeBase (10 mars 2019) :
- Peyssonnelia abyssica D.L.Ballantine & N.E.Aponte
- Peyssonnelia abyssicola G.Dickie
- Peyssonnelia antiqua J.H.Johnson
- Peyssonnelia armorica (P.Crouan & H.Crouan) Weber Bosse
- Peyssonnelia asiatica Perestenko
- Peyssonnelia atricolor K.R.Dixon
- Peyssonnelia atropurpurea P.Crouan & H.Crouan
- Peyssonnelia balanicola (Strömfelt) Foslie
- Peyssonnelia bicolor (Børgesen) Denizot
- Peyssonnelia boergesenii Weber Bosse
- Peyssonnelia bornetii Boudouresque & Denizot
- Peyssonnelia boudouresquei Yoneshigue
- Peyssonnelia caulifera Okamura
- Peyssonnelia clarionensis W.R.Taylor
- Peyssonnelia clathrata K.R.Dixon
- Peyssonnelia conchicola Piccone & Grunow
- Peyssonnelia confluens K.R.Dixon
- Peyssonnelia corallis Tsuda
- Peyssonnelia coriacea Feldmann
- Peyssonnelia coxalocalcificata Farghaly
- Peyssonnelia crispata Boudouresque & Denizot
- Peyssonnelia dalmatica J.Schiller
- Peyssonnelia delicata Setchell
- Peyssonnelia distenta (Harvey) Yamada
- Peyssonnelia dubyi P.Crouan & H.Crouan
- Peyssonnelia evae Weber Bosse
- Peyssonnelia flavescens D.L.Ballantine & H.Ruiz
- Peyssonnelia foliosa Womersley
- Peyssonnelia foveolata (Weber Bosse) Denizot
- Peyssonnelia gigaspora D.L.Ballantine & H. Ruiz
- Peyssonnelia grex-harveyana P.Crouan & H.Crouan (Statut incertain)
- Peyssonnelia guadalupensis E.Y.Dawson
- Peyssonnelia hairii Hollenberg & I.A.Abbott
- Peyssonnelia hancockii (E.Y.Dawson) Denizot
- Peyssonnelia hariotii Weber Bosse
- Peyssonnelia harveyana P.Crouan & H.Crouan ex J.Agardh
- Peyssonnelia heteromorpha (Zanardini) Athanasiadis
- Peyssonnelia hongii J.Marcot-Coqueugniot
- Peyssonnelia imbricans D.L.Ballantine & H.Ruiz
- Peyssonnelia imbricata Kützing
- Peyssonnelia immersa Maggs & L.M.Irvine
- Peyssonnelia impermia K.R.Dixon
- Peyssonnelia inamoena Pilger
- Peyssonnelia incomposita D.L.Ballantine & H.Ruiz
- Peyssonnelia indica (Weber Bosse) Denizot
- Peyssonnelia intermedia (Weber Bosse) Denizot
- Peyssonnelia involvens Zanardini
- Peyssonnelia iridescens D.L.Ballantine & H. Ruiz
- Peyssonnelia japonica (Segawa) Yoneshigue
- Peyssonnelia johanseni M.Howe
- Peyssonnelia lemoinei (Weber Bosse) Denizot
- Peyssonnelia luciparensis (Weber Bosse) Denizot
- Peyssonnelia luzonensis Cordero
- Peyssonnelia magdalenae (E.Y.Dawson) Denizot
- Peyssonnelia magna Ercegovic
- Peyssonnelia maris-rubri (Rayss & Dor) Y.Yoneshigue
- Peyssonnelia mariti (Weber Bosse) Denizot
- Peyssonnelia mediterranea (F.Heydrich) M.H.Foslie (Sans vérification)
- Peyssonnelia meridionalis Hollenberg & I.A.Abbott
- Peyssonnelia mexicana E.Y.Dawson
- Peyssonnelia multiloba Zanardini (Statut incertain)
- Peyssonnelia neocaledonica Kützing
- Peyssonnelia nitida (Weber Bosse) Denizot
- Peyssonnelia nordstedtii Weber Bosse
- Peyssonnelia novae-hollandiae Kützing
- Peyssonnelia obbesii (Weber Bosse) Denizot
- Peyssonnelia obscura Weber Bosse
- Peyssonnelia orbicularis Kützing
- Peyssonnelia orbigniana Montagne (Statut incertain)
- Peyssonnelia orientalis (Weber Bosse) Cormaci & G.Furnari
- Peyssonnelia pacifica Kylin
- Peyssonnelia polystrata Weber Bosse
- Peyssonnelia profunda Hollenberg & I.A.Abbott
- Peyssonnelia pseudostrata K.R.Dixon
- Peyssonnelia rainboae K.R.Dixon
- Peyssonnelia rara-avis Marcot & Boudouresque
- Peyssonnelia replicata Kützing
- Peyssonnelia rosa-marina Boudouresque & Denizot
- Peyssonnelia rosenvingei F.Schmitz
- Peyssonnelia rubra (Greville) J.Agardh
- Peyssonnelia rugosa Harvey
- Peyssonnelia rumoiana Kato & Masuda
- Peyssonnelia simulans Weber Bosse
- Peyssonnelia splendens Womersley
- Peyssonnelia squamaria (S.G.Gmelin) Decaisne ex J.Agardh (espèce type)
- Peyssonnelia stoechas Boudouresque & Denizot
- Peyssonnelia stratosa D.L.Ballantine & H.Ruiz
- Peyssonnelia tamiense Heydrich
- Peyssonnelia tenuiderma K.R.Dixon
- Peyssonnelia tepperi O.W.Sonder
- Peyssonnelia thomassinii Marcot-Coqueugniot & Boudouresque
- Peyssonnelia umbilicata Kützing
- Peyssonnelia valentinii Y.Yoneshigue & C.F.Boudouresque
- Peyssonnelia webervanbosseae K.R.Dixon

Selon BioLib (10 mars 2019) :
- Peyssonnelia atropurpurea
- Peyssonnelia calcea
- Peyssonnelia clarionensis
- Peyssonnelia conchicola
- Peyssonnelia dubyi
- Peyssonnelia hairii Hollenberg & Abbott
- Peyssonnelia meridionalis
- Peyssonnelia mexicana
- Peyssonnelia pacifica
- Peyssonnelia polymorpha
- Peyssonnelia profunda
- Peyssonnelia quadalupensis
- Peyssonnelia rosa-marina
- Peyssonnelia rubra
- Peyssonnelia squamaria (S. G. Gmelin) Decaisne

Selon ITIS (10 mars 2019) :
- Peyssonnelia atropurpurea
- Peyssonnelia calcea
- Peyssonnelia clarionensis
- Peyssonnelia conchicola
- Peyssonnelia dubyi
- Peyssonnelia hairii Hollenberg & Abbott, 1968
- Peyssonnelia meridionalis
- Peyssonnelia mexicana
- Peyssonnelia pacifica
- Peyssonnelia polymorpha
- Peyssonnelia profunda
- Peyssonnelia quadalupensis
- Peyssonnelia rubra
- Peyssonnelia squamaria (S. G. Gmelin) Decaisne

Selon NCBI (10 mars 2019) :
- Peyssonnelia armorica
- Peyssonnelia atropurpurea
- Peyssonnelia boergesenii
- Peyssonnelia bornetii
- Peyssonnelia boudouresquei
- Peyssonnelia capensis
- Peyssonnelia conchicola
- Peyssonnelia coriacea
- Peyssonnelia distenta
- Peyssonnelia dubyi
- Peyssonnelia harveyana
- Peyssonnelia immersa
- Peyssonnelia inamoena
- Peyssonnelia japonica
- Peyssonnelia mariti
- Peyssonnelia meridionalis
- Peyssonnelia nordstedtii
- Peyssonnelia novae-hollandiae
- Peyssonnelia orientalis
- Peyssonnelia polymorpha (Zanardini) F.Schmitz 1879
- Peyssonnelia replicata
- Peyssonnelia rosenvingei F.Schmitz, 1893
- Peyssonnelia rubra
- Peyssonnelia rumoiana
- Peyssonnelia simulans
- Peyssonnelia squamaria
- Peyssonnelia stoechas
- Peyssonnelia valentinii

Selon World Register of Marine Species (10 mars 2019) :
- Peyssonnelia abyssica D.L.Ballantine & N.E.Aponte, 2005
- Peyssonnelia abyssicola G.Dickie, 1869
- Peyssonnelia antiqua J.H.Johnson, 1964 †
- Peyssonnelia armorica (P.L.Crouan & H.M.Crouan) Weber-van Bosse, 1916
- Peyssonnelia asiatica L.P.Perestenko, 1994
- Peyssonnelia atropurpurea P.L.Crouan & H.M.Crouan, 1867
- Peyssonnelia balanicola (Strömfelt) Foslie, 1894
- Peyssonnelia bicolor (Børgesen) Denizot, 1968
- Peyssonnelia boergesenii Weber-van Bosse, 1916
- Peyssonnelia bornetii Boudouresque & Denizot, 1973
- Peyssonnelia boudouresquei Yoneshigue, 1984
- Peyssonnelia bourdouresquii Y.Yoneshigue
- Peyssonnelia caulifera Okamura, 1899
- Peyssonnelia claironensis W.R.Taylor
- Peyssonnelia clarionensis W.R.Taylor, 1945
- Peyssonnelia conchicola Piccone & Grunow, 1884
- Peyssonnelia corallis Tsuda, 2003
- Peyssonnelia coriacea Feldmann, 1941
- Peyssonnelia coxalocalcificata Farghaly, 1980
- Peyssonnelia crispata Boudouresque & Denizot, 1975
- Peyssonnelia dalmatica J.Schiller
- Peyssonnelia de-zwaanii (Weber-van Bosse) Y.Yoneshigue
- Peyssonnelia delicata Setchell, 1924
- Peyssonnelia distenta (Harvey) Yamada, 1930
- Peyssonnelia dubyi P.L.Crouan & H.M.Crouan, 1844
- Peyssonnelia evae Weber-van Bosse, 1921
- Peyssonnelia flavescens D.L.Ballantine & H.Ruiz, 2005
- Peyssonnelia foliosa Womersley, 1994
- Peyssonnelia foveolata (Weber-van Bosse) Denizot, 1968
- Peyssonnelia gigaspora D.L.Ballantine & H. Ruiz, 2010
- Peyssonnelia grex-harveyana P.L.Crouan & H.M.Crouan
- Peyssonnelia guadalupensis E.Y.Dawson, 1953
- Peyssonnelia hairii Hollenberg & I.A.Abbott, 1968
- Peyssonnelia hancockii (E.Y.Dawson) Denizot, 1968
- Peyssonnelia hariotii Weber-van Bosse, 1921
- Peyssonnelia harveyana P.L.Crouan & H.M.Crouan ex J.Agardh, 1851
- Peyssonnelia heteromorpha (Zanardini) Athanasiadis, 2016
- Peyssonnelia hongii J.Marcot-Coqueugniot
- Peyssonnelia imbricans D.L.Ballantine & H.Ruiz, 2007
- Peyssonnelia imbricata Kützing, 1849
- Peyssonnelia immersa Maggs & L.M.Irvine, 1983
- Peyssonnelia inamoena Pilger, 1911
- Peyssonnelia incomposita D.L.Ballantine & H.Ruiz, 2011
- Peyssonnelia indica (Weber-van Bosse) Denizot, 1968
- Peyssonnelia intermedia (Weber-van Bosse) Denizot, 1968
- Peyssonnelia involvens Zanardini, 1858
- Peyssonnelia iridescens D.L.Ballantine & H. Ruiz, 2010
- Peyssonnelia japonica (Segawa) Yoneshigue, 1985
- Peyssonnelia johanseni M.A.Howe, 1927
- Peyssonnelia lemoinei (Weber-van Bosse) Denizot, 1968
- Peyssonnelia luciparensis (Weber-van Bosse) Denizot, 1968
- Peyssonnelia luzonensis Cordero, 1977
- Peyssonnelia magdalenae (E.Y.Dawson) Denizot, 1968
- Peyssonnelia magna Ercegovic, 1949
- Peyssonnelia marcotii
- Peyssonnelia maris-rubri (Rayss & Dor) Y.Yoneshigue, 1985
- Peyssonnelia mariti (Weber-van Bosse) Denizot, 1968
- Peyssonnelia mediterranea (F.Heydrich) M.H.Foslie
- Peyssonnelia meridionalis Hollenberg & I.A.Abbott, 1968
- Peyssonnelia mexicana E.Y.Dawson, 1953
- Peyssonnelia multiloba G.Zanardini
- Peyssonnelia neocaledonica Kützing, 1869
- Peyssonnelia nitida (Weber-van Bosse) Denizot, 1968
- Peyssonnelia nordstedtii Weber-van Bosse, 1916
- Peyssonnelia novae-hollandiae Kützing, 1847
- Peyssonnelia obbesii (Weber-van Bosse) Denizot, 1968
- Peyssonnelia obscura Weber-van Bosse, 1921
- Peyssonnelia orbicularis Kützing
- Peyssonnelia orbigniana J.P.F.C.Montagne
- Peyssonnelia orientalis (Weber-van Bosse) Cormaci & G.Furnari, 1987
- Peyssonnelia pacifica Kylin, 1925
- Peyssonnelia polystrata Weber-van Bosse
- Peyssonnelia profunda Hollenberg & I.A.Abbott, 1965
- Peyssonnelia rara-avis Marcot & Boudouresque
- Peyssonnelia replicata Kützing, 1847
- Peyssonnelia rosa-marina Boudouresque & Denizot, 1973
- Peyssonnelia rosenvingei F.Schmitz, 1893
- Peyssonnelia rubra (Greville) J.Agardh, 1851
- Peyssonnelia rugosa Harvey, 1855
- Peyssonnelia rumoiana Kato & Masuda, 2003
- Peyssonnelia simulans Weber-van Bosse, 1916
- Peyssonnelia splendens Womersley, 1994
- Peyssonnelia squamaria (S.G.Gmelin) Decaisne ex J.Agardh, 1842
- Peyssonnelia stoechas Boudouresque & Denizot, 1975
- Peyssonnelia stratosa D.L.Ballantine & H.Ruiz, 2012
- Peyssonnelia tamiense Heydrich, 1897
- Peyssonnelia tepperi O.W.Sonder
- Peyssonnelia thomassinii Marcot-Coqueugniot & Boudouresque, 1988
- Peyssonnelia umbilicata Kützing
- Peyssonnelia valentinii Y.Yoneshigue & C.F.Boudouresque, 1984

### Espèces fossiles
Selon Paleobiology Database (10 mars 2019) :
- Peyssonnelia antiqua, J. H. Johnson. 1964, espèce fossile retrouvée en Irak et en Europe du mésozoïque au cénozoïque.